# Ixodes cordifer
Ixodes cordifer  (лат.) — вид клещей рода Ixodes из семейства Ixodidae. Эндемик Австралии и Океании. Паразитируют на сумчатых млекопитающих (основной хозяин — род кускусы). Вид был впервые описан в 1908 году французским зоологом Луи Жоржем Неманном (Louis Georges Neumann, 1846—1930).

## Распространение
Австралия (Квинсленд) и Новая Гвинея.